# الضمور العضلي المترقي
الضمور العضلي المترقي (بّي أم إيه) هو نوع نادر من أمراض الخلايا العصبية الحركية، يؤثر فقط على الخلايا العصبية الحركية السفلية. يُعتقد أن الضمور العضلي المترقي يشكل حوالي 4٪ من جميع حالات أمراض الخلايا العصبية الحركية، على عكس التصلب الجانبي الضموري، إذ يعتبر الشكل الأكثر شيوعاً من أمراض الخلايا العصبية الحركية، ويؤثر على كل من الخلايا العصبية الحركية العلوية والسفلية، أو التصلب الجانبي الأولي، وهو نوع نادر آخر من أمراض الجهاز الحركي، يؤثر فقط على الخلايا العصبية الحركية العليا. يعتبر التمييز بين هذه الأمراض مهماً لأن إنذار الضمور العضلي المترقي أفضل من التصلب الجانبي الضموري الكلاسيكي.

## الأعراض والعلامات
نتيجة لإصابة الخلايا العصبية الحركية السفلية، تشمل أعراض الضمور العضلي المترقي ما يلي:
- ضمور العضلات
- حركات لا إرادية لحزم الألياف العضلية
- ضعف العضلات

يعاني بعض المرضى من أعراض محصورة فقط في الذراعين أو الساقين (أو في بعض الحالات فقط في أحدهما). يشار إلى هذه الحالات باسم الساق السائبة أو الذراع السائبة، وإنذارها أفضل.

## التشخيص
يُشخص الضمور العضلي المترقي بالنفي، لا يوجد اختبار معين يمكن أن يحدد بشكل قاطع ما إذا كان المريض يعاني من هذه الحالة. بدلاً من ذلك، يجب استبعاد عدد من الاحتمالات الأخرى، مثل الاعتلال العصبي الحركي متعدد البؤر أو ضمور العضلات الشوكي. تشمل الاختبارات المستخدمة في عملية التشخيص التصوير بالرنين المغناطيسي والفحص السريري وتخطيط العضلات الكهربائي. عادةً ما يُظهر تخطيط العضلات الكهربائي في المرضى الذين يعانون من الضمور العضلي المترقي إزالة التعصيب (موت الخلايا العصبية) في معظم أجزاء الجسم المصابة، وفي بعض الأجزاء غير المصابة أيضاً.
يستغرق عادة تشخيص ضمور العضلات المترقي وقتاً أطول من تشخيص التصلب الجانبي الضموري، بمتوسط 20 شهراً للضمور العضلي المترقي مقابل 15 شهر في التصلب الجانبي الضموري وأمراض الخلايا العصبية الحركية الأُخرى.

### التشخيص التفريقي
يتميز الضمور العضلي المترقي على عكس التصلب الجانبي الضموري أو التصلب الجانبي الأولي بغياب ما يلي:
- منعكسات مشتدّة
- تشنجات
- علامة بابينسكي
- التقلبات العاطفية والمزاجية

## الإنذار
هنالك أهمية خاصّة للتفريق بين ضمور العضلات الأولي والتصلّب الجانبي الضموري لعدّة أسباب أهمّها:
- 1) الإنذار أفضل قليلاً. وجدت دراسة حديثة أن معدل البقاء على قيد الحياة لمدة 5 سنوات في الضمور العضلي المترقي هو 33٪ (مقابل 20٪ في التصلب الجانبي الضموري) ومعدل البقاء على قيد الحياة لمدة 10 سنوات هو 12٪ (مقابل 6٪ في التصلب الجانبي الضموري).[1]
- 2) المرضى الذين يعانون من الضمور العضلي المترقي لا يعانون من التبدّلات المعرفية المشاهدة في مجموعات معينة من المرضى الذين يعانون من أمراض الخلايا العصبية الحركية.[3]
- 3) نظراً لأن مرضى الضمور العضلي المترقي ليس لديهم علامات نورون محرّك علوي، فإنهم عادةً لا يستوفون (معايير أبحاث الاتحاد العالمي لطب الأعصاب إيل إيسكورال) لاحتمال أو حتمية الإصابة بالتصلب الجانبي الضموري وبالتالي فهم غير مؤهلين للمشاركة في غالبية تجارب الأبحاث السريرية مثل كتجارب الأدوية أو فحوصات الدماغ.[1]
- 4) نظراً لندرة هذا المرض (حتى بالمقارنة مع التصلب الجانبي الضموري) وعم الفهم الكامل حول الحالة، قد لا تعتبر بعض سياسات شركات التأمين أو سياسات شركات الرعاية الصحية المحلية الضمور العضلي المترقي مرضًا يغير الحياة. في الحالات التي تشخص على أنها ضمور عضلي مترقي بدلاً من التصلب الجانبي الضموري من المرجح أن يسبب هذا الأمر صعوبة في الوصول إلى الخدمات الخدمات الصحية اللازمة، والأفضل أن تشخص على أنها (تصلب جانبي ضموري متقدم ببطء) أو (تصلب جانبي ضموري في العصبون الحركي السفلي).

يمكن أن يتضح أن التشخيص الأولي للضمور العضلي المترقي هو تصلب جانبي ضموري بعد سنوات عديدة من التشخيص، وأحياناً حتى بعد عقود. إن ظهور أعراض الخلايا العصبية الحركية العلوية مثل المنعكسات المشتدّة أو التشنجات الحزمية أو علامة بابينسكي تشير إلى التصلب الجانبي الضموري. وأحياناً يحدث التشخيص الصحيح عند تشريح الجثة بعد الوفاة.